# Concepción (distrito de Vilcas Huamán)
Concepcion é um distrito do Peru, departamento de Ayacucho, localizada na província de Vilcas Huamán.

## Transporte
O distrito de Concepción não é servido pelo sistema de estradas terrestres do Peru.